# Giorgio Bolognetti
Giorgio Bolognetti (Roma, 22 dicembre 1595 – Roma, 17 gennaio 1680) è stato un vescovo cattolico e diplomatico italiano, a servizio della Santa Sede.

## Biografia
Figlio di Giovanni Battista e di Cassandra del Cavaliere, nacque a Roma il 22 dicembre 1595 e, dopo aver conseguito la laurea in giurisprudenza, intraprese la carriera prelatizia. Ricoprì il ruolo di referendario del Tribunale della segnatura apostolica nel 1621, alle dipendenze del cardinale Maffeo Barberini, futuro papa Urbano VIII. In seguito all'elezione al soglio pontificio di quest'ultimo, entrò nel gruppo dei collaboratori che questi trasse dal numero dei suoi dipendenti e fu incaricato a ricoprire alcune cariche amministrative, divenendo governatore di Fano e di Ascoli ed entrando a far parte della Sacra Consulta come membro.

### Ministero episcopale

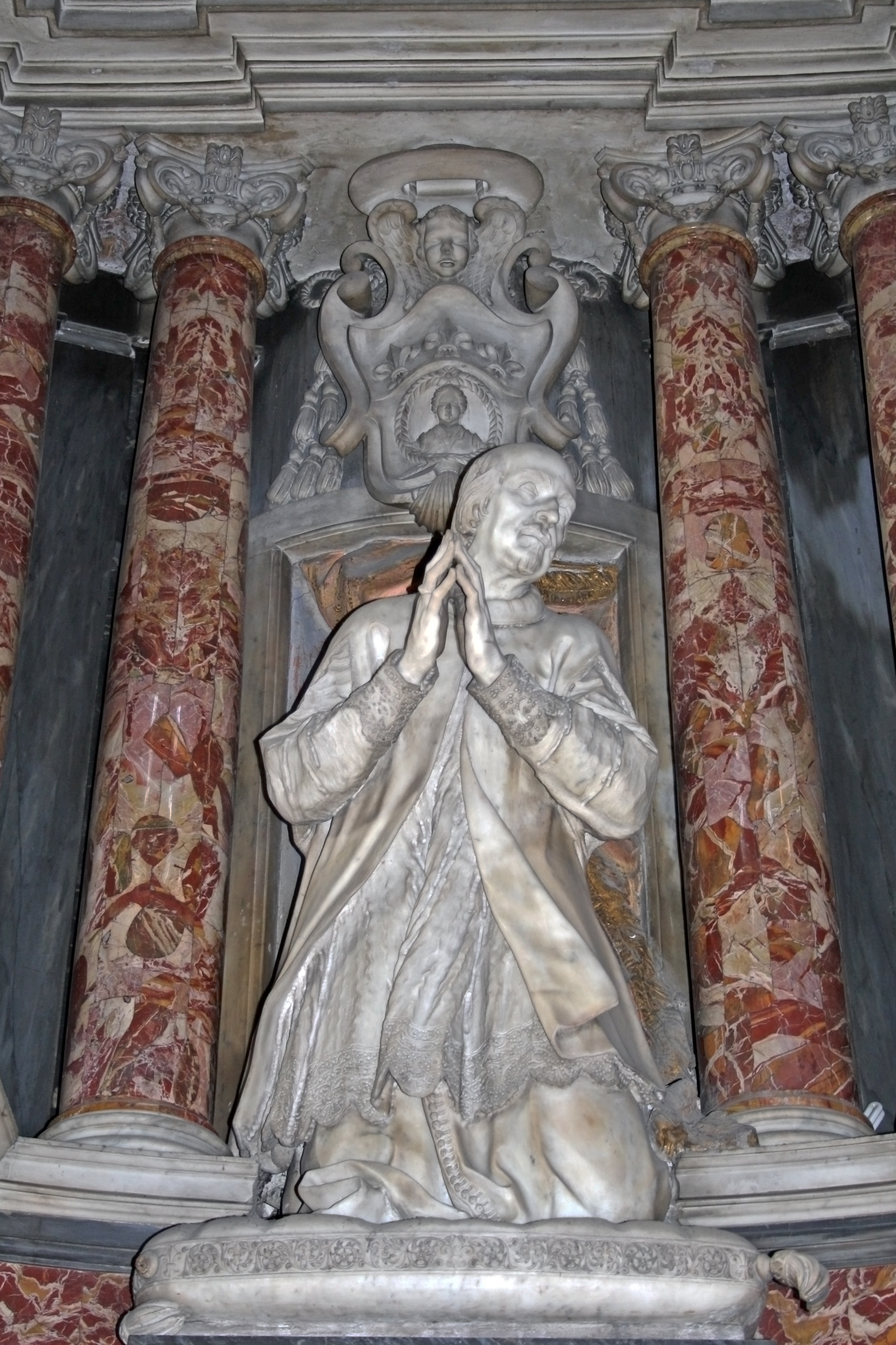
Monumento funebre

Il 23 settembre 1630 fu nominato vescovo di Ascoli Satriano da papa Urbano VIII.
Il 7 ottobre 1630, nella Cappella Paolina a Roma, ricevette la consacrazione episcopale dalle mani del cardinale Luigi Caetani, co-consacranti il vescovo di Belcastro Antonio Ricciulli e il vescovo di Fossombrone Benedetto Landi.

#### Nunzio apostolico nel Granducato di Toscana
L'8 novembre 1631 ricevette l'incarico di nunzio apostolico nel Granducato di Toscana, nel periodo in cui il pontefice era impegnato nella realizzazione di una lega tra i principi italiani. Dopo la marcia di Gustavo II Adolfo di Svezia attraverso la Germania erano andare crescendo le preoccupazioni presso la Corte pontificia. Si temeva che egli avrebbe portato la guerra in Italia e si paventava una discesa degli svedesi fino a Roma.
A queste minacce papa Urbano VIII tentò di replicare organizzando la resistenza di tutti gli stati italiani minacciati in un'alleanza che doveva essere difensiva. In questo progetto il Granducato di Toscana ebbe un ruolo di primo piano e di conseguenza il nunzio fu lungamente impegnato. Si trattò di convincere Ferdinando II de' Medici a quelle che erano le più forti riserve e di ottenere un'adesione anche da parte della Spagna.
Il disegno non ebbe seguito, innanzitutto per le esitazioni di papa Urbano VIII a prenderne egli stesso la pubblica iniziativa, poi per i contrasti insorti con la Repubblica di Venezia.
Nel 1633 si occupò di mettere in pratica la decisione della censura dell'opera Dialogo sopra i due massimi sistemi del mondo di Galileo Galilei.

#### Nunzio apostolico in Francia
Il 26 marzo 1634 gli venne affidata la nunziatura in Francia, sostituendo il cardinale Alessandro Bichi e occupandosi della graduale crescita della corrente protestante calvinista, chiedendo in particolare al re Luigi XIII l'espulsione degli eretici da Pinerolo e dalla diocesi di Saluzzo. Al momento in cui assunse la guida della nunziatura, nel luglio dello stesso anno, tutti i suoi sforzi furono diretti a far accettare alla corte degli Asburgo e a quella di Francia la proposta di un congresso di pace. Difronte alle ripulse spagnole a tenere il congresso a Roma, si propose da parte pontificia una rosa di città neutrali. La difficoltà reale alla realizzazione della proposta pontificia era la situazione politica generale.

##### Situazione internazionale
Nell'autunno del 1634 avvenne l'occupazione della Lorena da parte dei francesi e invano il nunzio protestò contro l'aggressione ad un paese cattolico. Dal punto di vista dell'alleanza tra francesi e svedesi, tanto osteggiata dalla Corte pontificia, l'episodio assumeva una certa gravità. Alle sue rimostranze il cardinale Armand-Jean du Plessis de Richelieu replicò che le iniziative aggressive degli Asburgo minacciavano la Francia.
Alle proteste del primo ministro francese, non fu in grado di replicare, se non in nome dei superiori interessi della religione cattolica e prospettò l'idea di una crociata contro il Turco. Quando la vittoria della Spagna in Nördlingen contro la Svezia e contro i loro alleati tedeschi, salutata a Roma come un trionfo della religione, non ebbe effetto, vennero meno anche le ultime speranze. La diplomazia pontificia dovette fronteggiare le rinnovate pressioni francesi.
Negli ultimi mesi precedenti l'entrata in guerra della Francia papa Urbano VIII inviò a Parigi come nunzio straordinario, a fiancheggiarlo, Giulio Mazzarino. Da questo momento non ebbe che un ruolo secondario rispetto al cardinale negoziatore pontificio ma neppure questi riuscì ad avvicinare la posizione di Luigi XIII di Francia e del cardinale Armand-Jean du Plessis de Richelieu all'idea del congresso di pace. Gli atti ostili del governo contro la Spagna si andarono moltiplicando.

##### Politica anti-spagnola
Nel febbraio 1634 vi è la stipulazione di un trattato franco-olandese per la lotta contro la Spagna nei Paesi Bassi e nel marzo l'occupazione della Valtellina. Nell'aprile dello stesso anno vi è la convenzione di Compiègne con la Svezia e il nunzio espresse la disapprovazione del papa. Il 19 maggio 1635 la Francia entrò in guerra e fu il segnale del generale fallimento della politica di papa Urbano VIII; si continuò a portare avanti un certo lavoro diplomatico.

#### Vescovo di Rieti
Nel 1637 si discusse a Roma il suo trasferimento dalla diocesi di Ascoli Satriano all'arcidiocesi di Nazareth, con sede a Barletta, ma la cosa non ebbe seguito, e il 28 febbraio 1639 venne nominato sempre da papa Urbano VIII vescovo di Rieti, sede di cui prese possesso l'8 agosto successivo, dove riformò il clero, celebrò un sinodo diocesano nel 1647 e restaurò il palazzo vescovile. Risiedette qui per un ventennio.

#### Vescovo emerito
Il 5 maggio 1660 si dimise dalla carica di vescovo di Rieti e si trasferì a Roma, dove si impegnò in varie opere di assistenza e di beneficenza. Durante il suo episcopato, fu il co-consacrante principale dei vescovi Scipione Pannocchieschi d'Elci, nel 1631, e Christophoro d'Authier de Sisgau, nel 1651.
Morì a Roma il 17 gennaio 1680. Fu sepolto nella chiesa di Gesù e Maria, da lui arricchita all'interno, dove gli fu costruito un mausoleo da Francesco Cavallini.

## Genealogia episcopale
La genealogia episcopale è:
- Cardinale Scipione Rebiba
- Cardinale Giulio Antonio Santori
- Cardinale Girolamo Bernerio, O.P.
- Arcivescovo Galeazzo Sanvitale
- Cardinale Ludovico Ludovisi
- Cardinale Luigi Caetani
- Vescovo Giorgio Bolognetti